# Eman Fiala
Eman Fiala (ur. 15 kwietnia 1899 w Pradze, zm. 24 czerwca 1970 w Pradze) –  czechosłowacki aktor i kompozytor. W latach 1918–1966 zagrał w ponad 160 filmach.

## Filmografia
- Učitel orientálních jazyků (1918)
- Románek zapadlé uličky (1922)
- Únos bankéře Fuxe (1923)
- Šest mušketýrů (1925)
- Ferenc a kráva (1927)
- Aféra v grandhotelu (1928)
- Páter Vojtěch (1929)
- Chudá holka (1930)
- Černé oči, proč pláčete...? (1930)
- Aféra plukovníka Rédla (1931)
- On a jeho sestra (1931)
- Chłopcy z rezerwy (1931)
- Na służbie u Sherlocka Holmesa (1932)
- Adiutant Jego Wysokości (1933)
- Dziadziuś (1934)
- Filozoficzna opowieść (1937)
- Ojciec Kondelik i narzeczony Vejvara (1938)
- Dziewczyna w niebieskim (1940)
- Hotel Błękitna Gwiazda (1941)
- Miasteczko na dłoni (1942)
- Nikt nic nie wie (1947)
- Pocałunek na stadionie (1948)
- Szewc Mateusz (1948)
- Praga roku 1848 (1949)
- Pytlákova schovanka (1949)
- Brygada szlifierza Karhana (1951)
- Błysk przed świtem (1951)
- Wesoła trójka (1951)
- Uśmiechnięty kraj (1952)
- Z cesarsko-królewskich czasów opowiadań kilka (1952)
- Czarne korytarze (1953)
- Czarodziejski kapelusz (1953)
- Najlepszy człowiek (1954)
- Był sobie król (1955)
- Orkiestra z Marsa (1955)
- Grubasku, wyjdź z worka (1956)
- Dobry wojak Szwejk (1957)
- Melduję posłusznie, że znowu tu jestem! (1958)
- Nieziemskie historie (1959)
- Co tydzień niedziela (1959)
- O chłopie, co okpił śmierć (1960)
- Księżniczka i niedźwiedź (1960)
- Między nami złodziejami (1964)
- Lemoniadowy Joe (1964)
- Kobiety nie bij nawet kwiatem (1967)